# 松陽台町
松陽台町（しょうようだいちょう）は、鹿児島県鹿児島市の町。旧日置郡松元町大字松陽台。郵便番号は899-2707。人口は1,817人、世帯数は561世帯（2020年4月1日現在）。
松陽台町は鹿児島県住宅供給公社によって建設された分譲住宅地である「ガーデンヒルズ松陽台」の区域にあたる。町域の面積は0.379km2である。

## 地理
鹿児島市の西部、福山川の上流域に位置している。町域全体が丘陵地上に鹿児島県住宅供給公社によって開発された新興住宅地である。町域の北方から東方にかけては石谷町、北方から西方にかけては福山町、南方には上谷口町が接している。
町域の南端を鹿児島本線が通っており、上谷口町との境界線上には上伊集院駅が所在している。上伊集院駅周辺は分譲開始に伴い遊歩道や駐輪場が整備された。町域の東部には市営及び県営住宅が多く所在しており、西部の多くは分譲地となっている。
鹿児島県立松陽高等学校は隣接する福山町に位置しており、松陽台町の区域には含まれない。

## 歴史
2003年（平成15年）7月4日にガーデンヒルズ松陽台として造成された区域にあたる松元町大字福山（現在の福山町）字鎌ヶ迫、字三反田、字袋ヶ谷、字北ヶ迫、字野中田、字山ノ口及び、大字石谷（現在の石谷町）字折尾、字鳥喰、字高塚並びに、大字上谷口（現在の上谷口町）字井手ノ平、字北ヶ迫、字山浦、字長田、字丸田、字下折尾の各一部より分割され、松元町の大字「松陽台」として設置された。
2004年（平成16年）11月1日には松元町が日置郡郡山町、鹿児島郡吉田町、桜島町、揖宿郡喜入町と共に鹿児島市に編入された。合併に際して設置された法定合併協議会である鹿児島地区合併協議会における協議によって、松元町の区域の大字については「字の区域を廃止し、当該廃止された字の区域に相当する区域により新たに町の区域を設定し、その名称については表示案に基づき、各町の意向を尊重し合併までに調整するものとする」と協定された。
前述の協定に基づいて、合併前の10月26日に鹿児島県の告示である「 町の区域の設定及び字の廃止」が鹿児島県公報に掲載された。この告示の規定に基づき、それまでの大字松陽台は廃止され、大字松陽台の全域を以て新たに鹿児島市の町「松陽台町」が設置された。

### 町域の変遷
| 実施後               | 実施年             | 実施前                                                           |
| -------------------- | ------------------ | ---------------------------------------------------------------- |
| 松元町松陽台（新設） | 2003年（平成15年） | 松元町福山（鎌ヶ迫、三反田、袋ヶ谷、北ヶ迫、野中田、山ノ口）     |
| 松元町松陽台（新設） | 2003年（平成15年） | 松元町上谷口の一部（井手ノ平、北ヶ迫、山浦、長田、丸田、下折尾） |
| 松元町松陽台（新設） | 2003年（平成15年） | 松元町石谷の一部（折尾、鳥喰、高塚）                             |

## 人口
以下の表は国勢調査による小地域集計の値であり、松陽台町が設置された2003年以降の人口の推移である。
| 年                 | 人口  |
| ------------------ | ----- |
| 2005年（平成17年） | 62    |
| 2010年（平成22年） | 1,033 |
| 2015年（平成27年） | 1,427 |

## 施設

### 公共
- 給水塔
- 松陽台ふれあい公園

## 小・中学校の学区
市立小・中学校に通う場合、学区（校区）は以下の通りとなる。
| 町丁     | 番・番地 | 小学校               | 中学校               |
| -------- | -------- | -------------------- | -------------------- |
| 松陽台町 | 全域     | 鹿児島市立松元小学校 | 鹿児島市立松元中学校 |

## 交通

### 鉄道
上谷口町との境界線上に上伊集院駅が所在している。

### 道路
高速道路
最寄りは石谷町にある松元IC。
市道
- 松陽石谷線

### バス
- 鹿児島市コミュニティバス「あいばす」（南国交通に委託）